# دهستان شاه‌جهان
دهستان شاه‌جهان یکی از دهستان‌های شهرستان فاروج در استان خراسان شمالی ایران است. این دهستان در بخش مرکزی شهرستان فاروج قرار دارد و براساس سرشماری مرکز آمار ایران در سال ۱۳۹۰، جمعیت آن ۹۷۴۴ نفر (در ۲۹۳۲ خانوار) بوده‌است.